# August Gustafsson
Pour les articles homonymes, voir Gustafsson.
August Gustafsson (4 novembre 1875 - 31 octobre 1938) est un tireur à la corde suédois. Il a participé aux Jeux olympiques de 1912 avec l'équipe de la Police de Stockholm de tir à la corde et remporta la médaille d'or.